# David Rittenhouse
David Rittenhouse (Germantown, Pennsylvania, 1732. április 8. – Philadelphia, 1796. június 26.)  amerikai csillagász, matematikus, feltaláló.

## Életpálya
Alapismereteit önképzés útján szerezte. Egyetemek számára műszereket készített. Tudását értékelve a Rutgers Egyetem ösztöndíjat adott számára, hogy diplomát szerezhessen.

## Kutatási területei
Amerikában ő épített először teleszkópot, pókhálóból készített szálkereszttel. 1769-ben megfigyelte a Vénusz átvonulását, megállapította, hogy a bolygónak légköre van.

## Szakmai sikerek
A londoni Királyi Társaság (Royal Society) tagja volt.